# Wave Race 64
Wave Race 64 (ウエーブレース64?, Uēbu Rēsu Rokujūyon) è un gioco di corse per il Nintendo 64 che fu pubblicato il 27 settembre 1996 in Giappone, il 1º novembre 1996 in Nord America ed il 29 aprile 1997 in Europa. In Wave Race 64 il giocatore corre su moto d'acqua in diverse condizioni meteo e numerose piste. Il gioco fu sponsorizzato dalla Kawasaki e presentava pubblicità per il brand Fanta. Wave Race 64 fu pubblicato il 6 agosto 2007 per Virtual Console nel Nord America mentre nei territori PAL ciò avvenne il 17 agosto.

## Modalità di gioco
L'obiettivo di ogni corsa è superare gli altri concorrenti e, al contempo, manovrare con successo la moto d'acqua intorno a varie boe. Ci sono due tipi di boe: le rosse, segnate con una R, che bisogna passare a destra, e le gialle, marchiate con una L, che bisogna passare a sinistra. Ogni volta che una boa viene superata correttamente, una freccia della potenza si accenderà e la moto guadagnerà velocità. Fino a cinque frecce possono essere accese per ottenere la massima potenza che potrà essere mantenuta evitando di sbagliare.
Mancare cinque boe di seguito comporta la squalifica.

## Sviluppo
Wave Race 64 fu originariamente sviluppato come un gioco di corse futuristico su barche veloci che cambiavano forma, come mostrato in un video mostrato al Nintendo Shoshinkai show del 1995. Il Rumble Pak è accessibile dalla ristampa giapponese.

## Accoglienza
Wave Race 64 fu un conclamato successo, al 127º posto come miglior gioco Nintendo secondo Nintendo Power, ha ricevuto 9.7/10 da IGN e 9/10 nella sua versione Virtual Console. Le vendite furono alte, con 1.950.000 unità negli USA e 154.000 in Giappone.